# Kościół św. Jakuba w Szczaworyżu
Kościół św. Jakuba w Szczaworyżu – wzniesiony ok. 1630 r. na miejscu starszego kościoła z XV wieku; z pierwotnej świątyni zachowało się gotyckie prezbiterium; kaplice późnobarokowe, dobudowane w XVIII wieku; świątynia zbudowana jest na planie krzyża greckiego; ołtarz główny rokokowy; na ołtarzu znajduje się uznany za cudowny obraz Matki Bożej z Dzieciątkiem, pochodzący z XVI wieku; barokowe rzeźby Chrystusa Zmartwychwstałego i św. Sebastiana; w kruchcie kościoła znajduje się barokowe epitafium Jakuba i Barbary Kosteckich, wykonane z marmuru w 1634 r.; ambona i chór muzyczny rokokowe; na północnej ścianie prezbiterium zachowane fragmenty polichromii z XVI wieku.

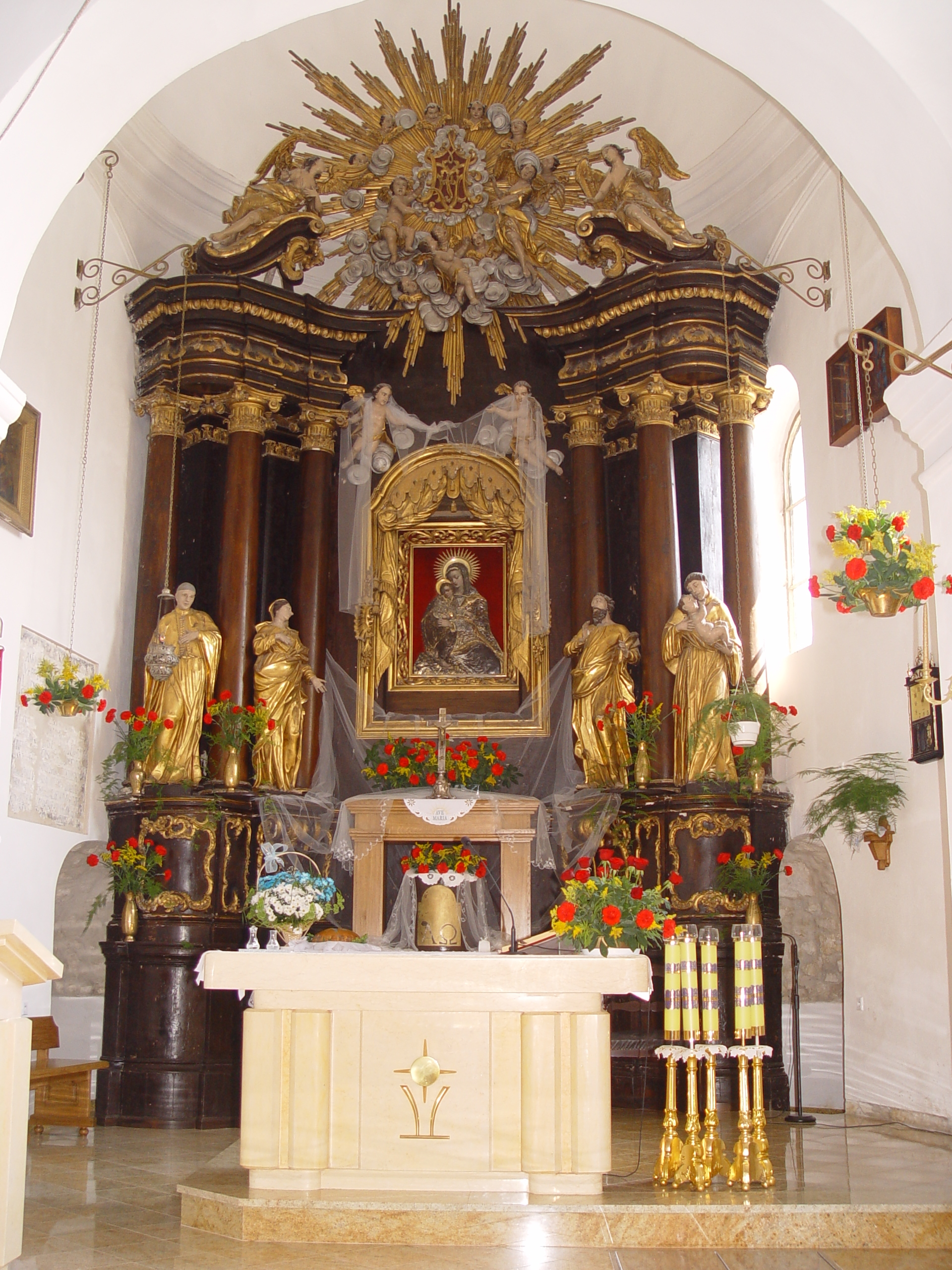
Ołtarz

## Małopolska Droga św. Jakuba
Kościół znajduje się na odnowionej trasie Małopolskiej Drogi św. Jakuba z Sandomierza do Tyńca, która to jest odzwierciedleniem dawnej średniowiecznej drogi do Santiago de Compostela i związana jest z pielgrzymowaniem do grobu św. Jakuba.